# Loures-Barousse
Loures-Barousse est une commune française située dans l'est du département des Hautes-Pyrénées, en région Occitanie. Ses habitants sont appelés les Lourais. Sur le plan historique et culturel, la commune est dans le pays de Comminges, correspondant à l’ancien comté de Comminges, circonscription de la province de Gascogne située sur les départements actuels du Gers, de la Haute-Garonne, des Hautes-Pyrénées et de l'Ariège.
Exposée à un climat de montagne, elle est drainée par la Garonne, l'Ourse et par un autre cours d'eau. La commune possède un patrimoine naturel remarquable : un site Natura 2000 (« Garonne, Ariège, Hers, Salat, Pique et Neste »), un espace protégé (« la Garonne, l'Ariège, l'Hers Vif et le Salat ») et trois zones naturelles d'intérêt écologique, faunistique et floristique.
Loures-Barousse est une commune rurale qui compte 653 habitants en 2022. Ses habitants sont appelés les Lourais ou  Louraises.

## Géographie

### Localisation
La commune de Loures-Barousse se trouve dans le département des Hautes-Pyrénées, en région Occitanie.
Elle se situe à 49 km à vol d'oiseau de Tarbes, préfecture du département, à 37 km de Bagnères-de-Bigorre, sous-préfecture, et à 21 km de Lannemezan, bureau centralisateur du canton de la Vallée de la Barousse dont dépend la commune depuis 2015 pour les élections départementales.
La commune fait en outre partie du bassin de vie de Montréjeau.
Les communes les plus proches sont : 
Izaourt (1,0 km), Sarp (1,6 km), Barbazan (1,7 km), Labroquère (1,9 km), Luscan (2,0 km), Valcabrère (2,1 km), Saint-Bertrand-de-Comminges (2,8 km), Bertren (2,9 km).
Sur le plan historique et culturel, Loures-Barousse fait partie du pays de Comminges, correspondant à l’ancien comté de Comminges, circonscription de la province de Gascogne située sur les départements actuels du Gers, de la Haute-Garonne, des Hautes-Pyrénées et de l'Ariège.

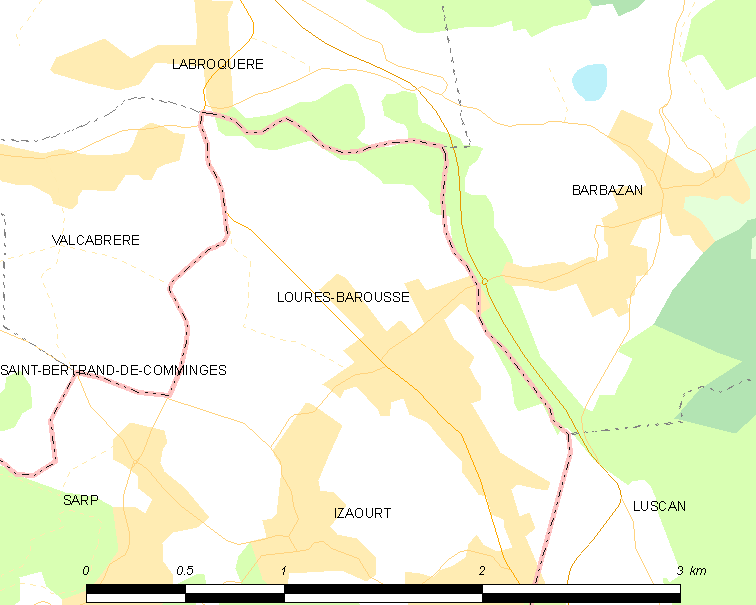
Carte de la commune de Loures-Barousse et des proches communes.

|                            | Labroquère (Haute-Garonne) |                          |
| Valcabrère (Haute-Garonne) | Loures-Barousse            | Barbazan (Haute-Garonne) |
|                            | Izaourt                    | Luscan (Haute-Garonne)   |

### Hydrographie
La commune est dans le bassin versant de la Garonne, au sein du bassin hydrographique Adour-Garonne. Elle est drainée par la Garonne, l'Ourse et le canal du Moulin qui en traversant la commune relie l'Ourse à la Garonne, constituant un réseau hydrographique de 3 km de longueur totale,.
La Garonne est un fleuve principalement français prenant sa source en Espagne et qui coule sur 529 km avant de se jeter dans l’océan Atlantique.
L'Ourse, d'une longueur totale de 25,4 km, prend sa source dans la commune de Ferrère et s'écoule vers le nord. Il se jette dans la Garonne sur le territoire communal, après avoir traversé 12 communes.

### Climat
La commune jouit d'un climat montagnard caractérisé par des étés doux (température moyenne de 25 °C) et des périodes de beaux temps. Parfois des orages éclatent sous forme de fortes averses, imprévues et violentes. Quant aux hivers, ils sont frais ou froids avec des températures de 3 °C en moyenne, et souvent humides avec de fréquentes dépressions en provenance de l'Atlantique amenant de la pluie.
| Mois                              | jan.  | fév.  | mars  | avril | mai   | juin  | jui.  | août  | sep.  | oct.  | nov.  | déc.  | année   |
| --------------------------------- | ----- | ----- | ----- | ----- | ----- | ----- | ----- | ----- | ----- | ----- | ----- | ----- | ------- |
| Température minimale moyenne (°C) | 1     | 2     | 4     | 6     | 9     | 13    | 15    | 15    | 12    | 9     | 4     | 2     | 7,7     |
| Température moyenne (°C)          | 5,2   | 5,6   | 8,4   | 10,1  | 13,8  | 17,8  | 18,6  | 18,8  | 16,4  | 13,5  | 7,5   | 5,5   | 11,8    |
| Température maximale moyenne (°C) | 10    | 11    | 14    | 15    | 19    | 22    | 25    | 25    | 23    | 19    | 14    | 11    | 17,3    |
| Ensoleillement (h)                | 108,8 | 118,8 | 155,6 | 157,2 | 181,3 | 191,5 | 215,5 | 196,4 | 194,5 | 164,4 | 124,4 | 104,4 | 1 912,8 |
| Précipitations (mm)               | 98,6  | 63,3  | 99    | 108,2 | 137   | 87,1  | 72,6  | 70,5  | 69,5  | 81,9  | 101,4 | 97,4  | 1 086   |

### Milieux naturels et biodiversité

#### Espaces protégés
La protection réglementaire est le mode d’intervention le plus fort pour préserver des espaces naturels remarquables et leur biodiversité associée,. Dans ce cadre, la commune fait partie. Un  espace protégé est présent sur la commune : « la Garonne, l'Ariège, l'Hers Vif et le Salat », objet d'un arrêté de protection de biotope, d'une superficie de 1 658,7 ha.

#### Réseau Natura 2000

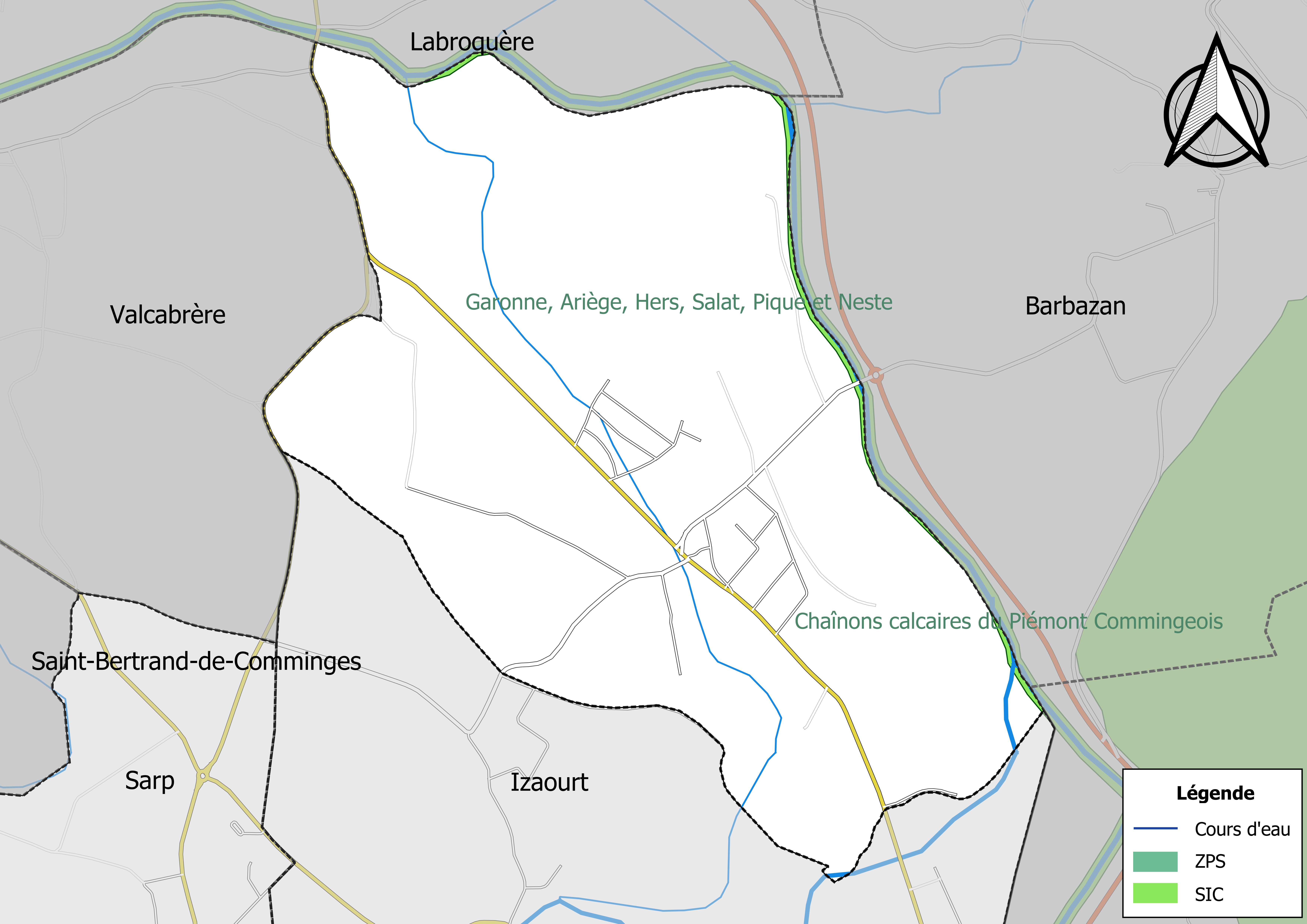
Site Natura 2000 sur le territoire communal.

Le réseau Natura 2000 est un réseau écologique européen de sites naturels d'intérêt écologique élaboré à partir des directives habitats et oiseaux, constitué de zones spéciales de conservation (ZSC) et de zones de protection spéciale (ZPS).
Un site Natura 2000 a été défini sur la commune au titre de la directive habitats : « garonne, Ariège, Hers, Salat, Pique et Neste », d'une superficie de 9 581 ha, un réseau hydrographique pour les poissons migrateurs (zones de frayères actives et potentielles importantes pour le Saumon en particulier qui fait l'objet d'alevinages réguliers et dont des adultes atteignent déjà Foix sur l'Ariège.

#### Zones naturelles d'intérêt écologique, faunistique et floristique
L’inventaire des zones naturelles d'intérêt écologique, faunistique et floristique (ZNIEFF) a pour objectif de réaliser une couverture des zones les plus intéressantes sur le plan écologique, essentiellement dans la perspective d’améliorer la connaissance du patrimoine naturel national et de fournir aux différents décideurs un outil d’aide à la prise en compte de l’environnement dans l’aménagement du territoire. Deux ZNIEFF de type 1 sont recensées sur la commune : « la Garonne de la frontière franco-espagnole jusqu'à Montréjeau » (469 ha), couvrant 38 communes dont 28 dans la Haute-Garonne et dix dans les Hautes-Pyrénées et « l'Ourse et ses affluents de Ferrère à Izaourt » (85 ha), couvrant 18 communes du département et une ZNIEFF de type 2, : les « Garonne amont, Pique et Neste » (1 788 ha), couvrant 112 communes dont 42 dans la Haute-Garonne et 70 dans les Hautes-Pyrénées.

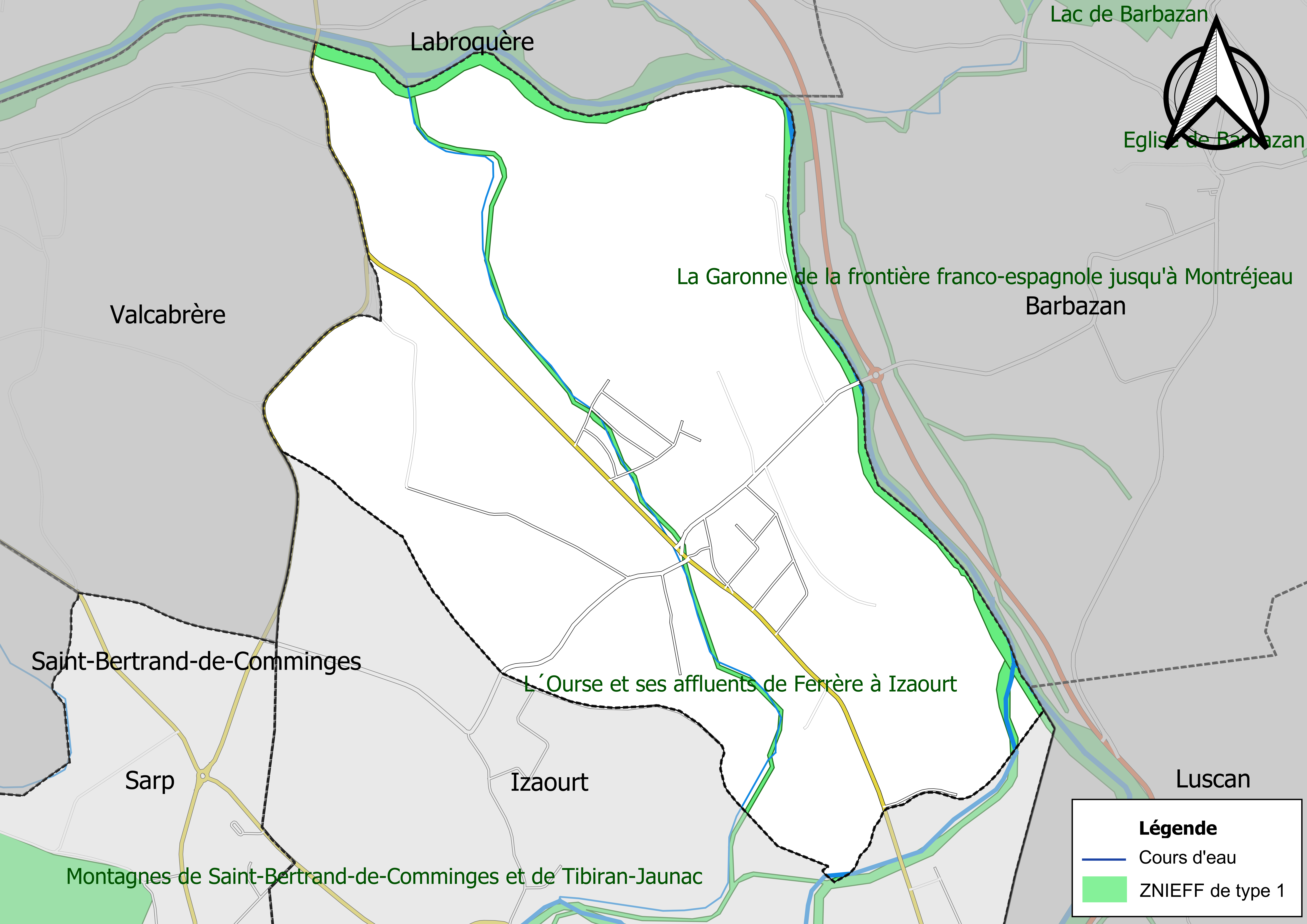
Carte des ZNIEFF de type 1 sur la commune.
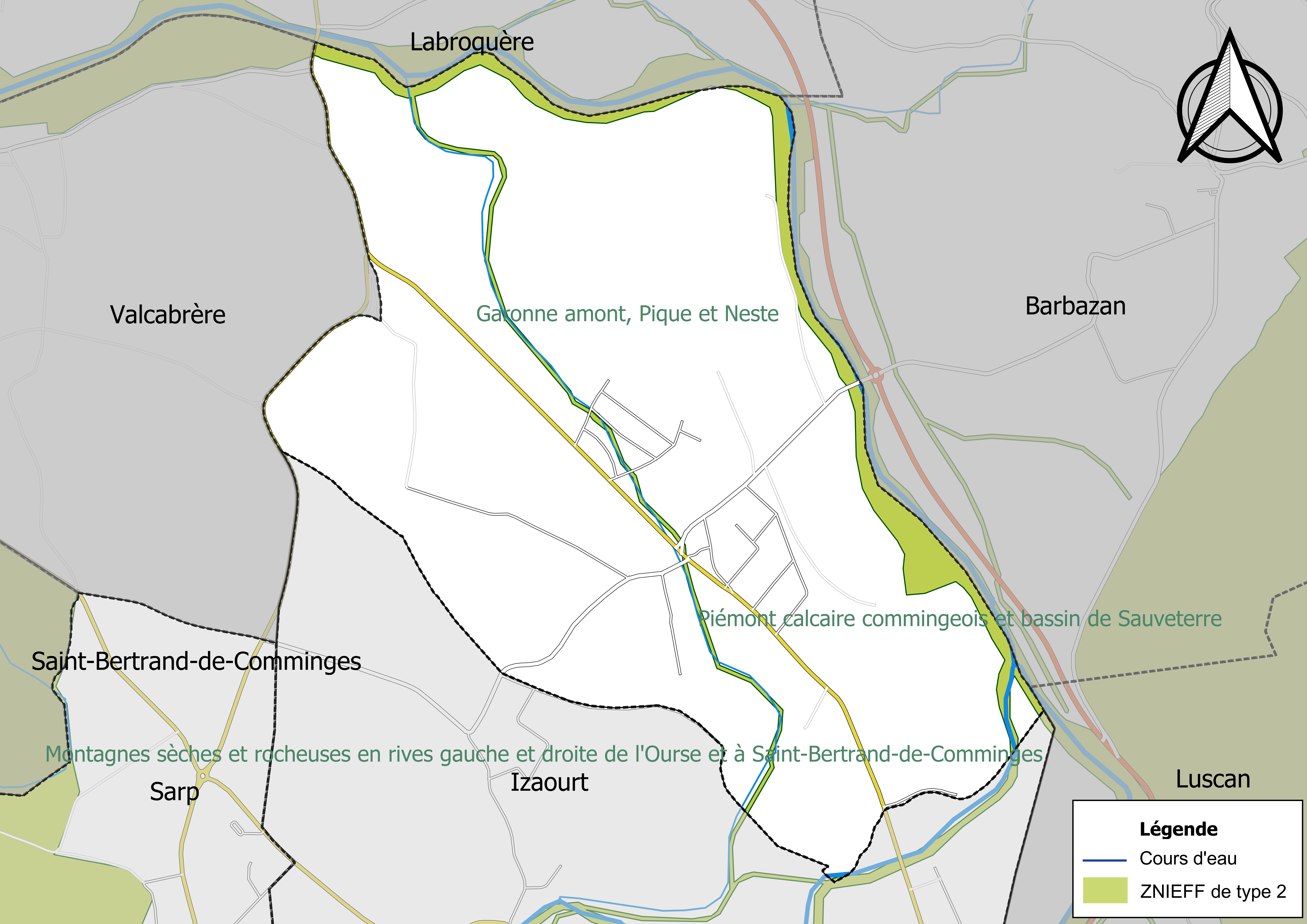
Carte de la ZNIEFF de type 2 sur la commune.

## Urbanisme

### Typologie
Au 1er janvier 2024, Loures-Barousse est catégorisée commune rurale à habitat dispersé, selon la nouvelle grille communale de densité à sept niveaux définie par l'Insee en 2022. Elle est située hors unité urbaine et hors attraction des villes,.

### Occupation des sols
L'occupation des sols de la commune, telle qu'elle ressort de la base de données européenne d’occupation biophysique des sols Corine Land Cover (CLC), est marquée par l'importance des territoires agricoles (64,5 % en 2018), en diminution par rapport à 1990 (66,1 %). La répartition détaillée en 2018 est la suivante : zones agricoles hétérogènes (46,5 %), zones urbanisées (23,6 %), prairies (18 %), forêts (12 %).
L'IGN met par ailleurs à disposition un outil en ligne permettant de comparer l’évolution dans le temps de l’occupation des sols de la commune (ou de territoires à des échelles différentes). Plusieurs époques sont accessibles sous forme de cartes ou photos aériennes : la carte de Cassini (XVIIIe siècle), la carte d'état-major (1820-1866) et la période actuelle (1950 à aujourd'hui).

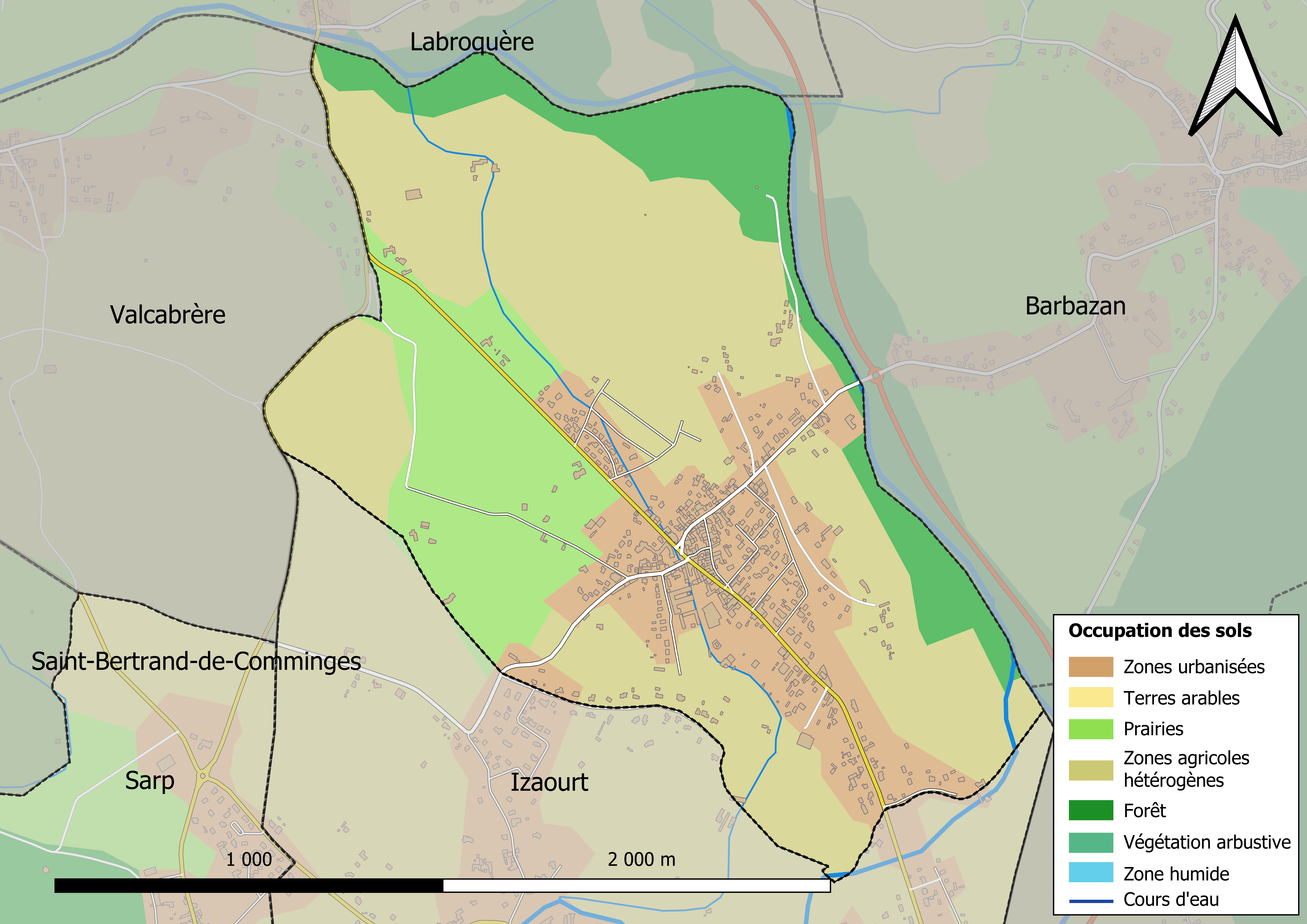
Carte des infrastructures et de l'occupation des sols en 2018 (CLC) de la commune.
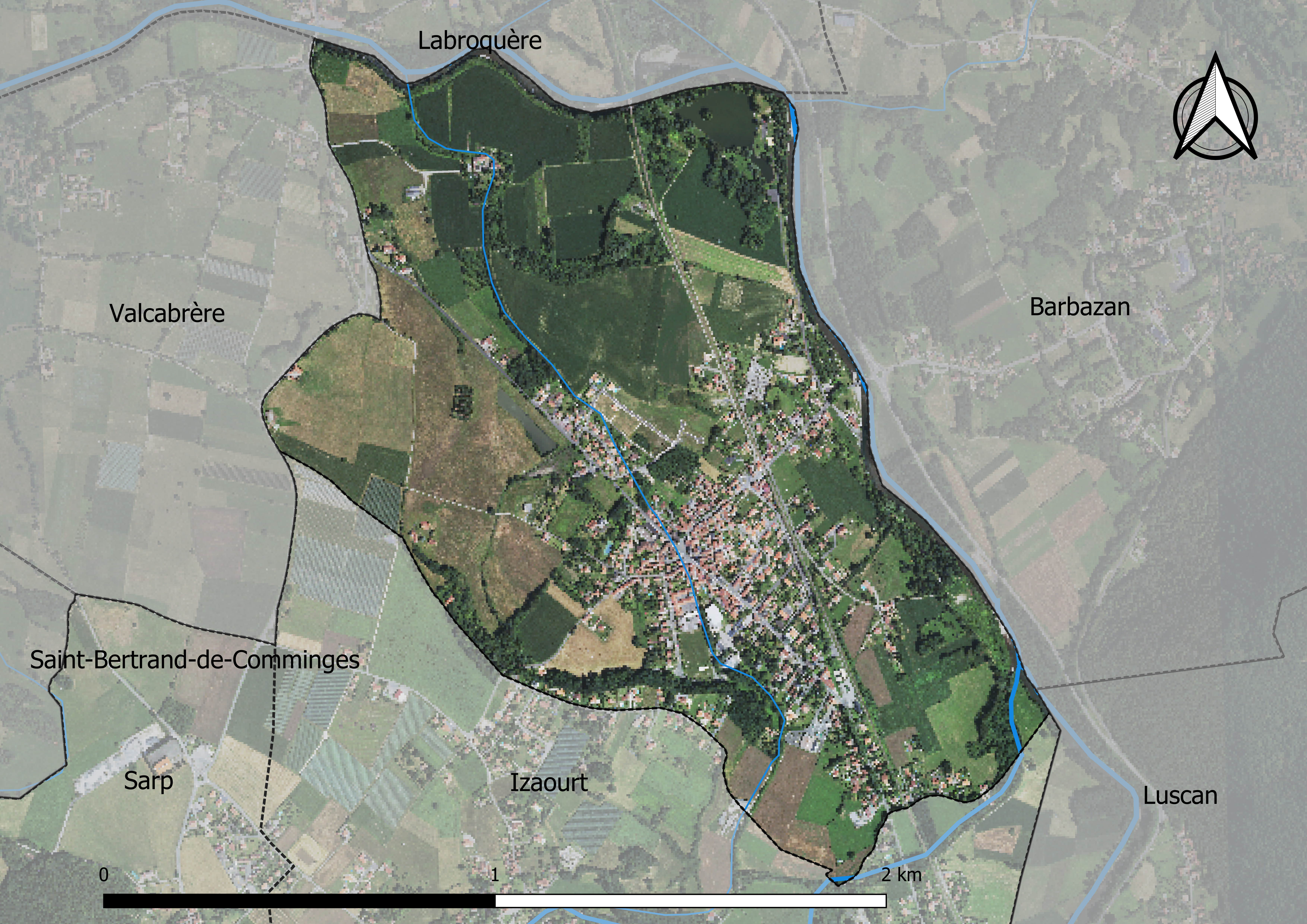
Carte orthophotogrammétrique de la commune.

### Logement
En 2012, le nombre total de logements dans la commune est de 474. Parmi ces logements, 65,7 % sont des résidences principales, 17,2 % des résidences secondaires et 17,2 % des logements vacants.

### Voies de communication et transports

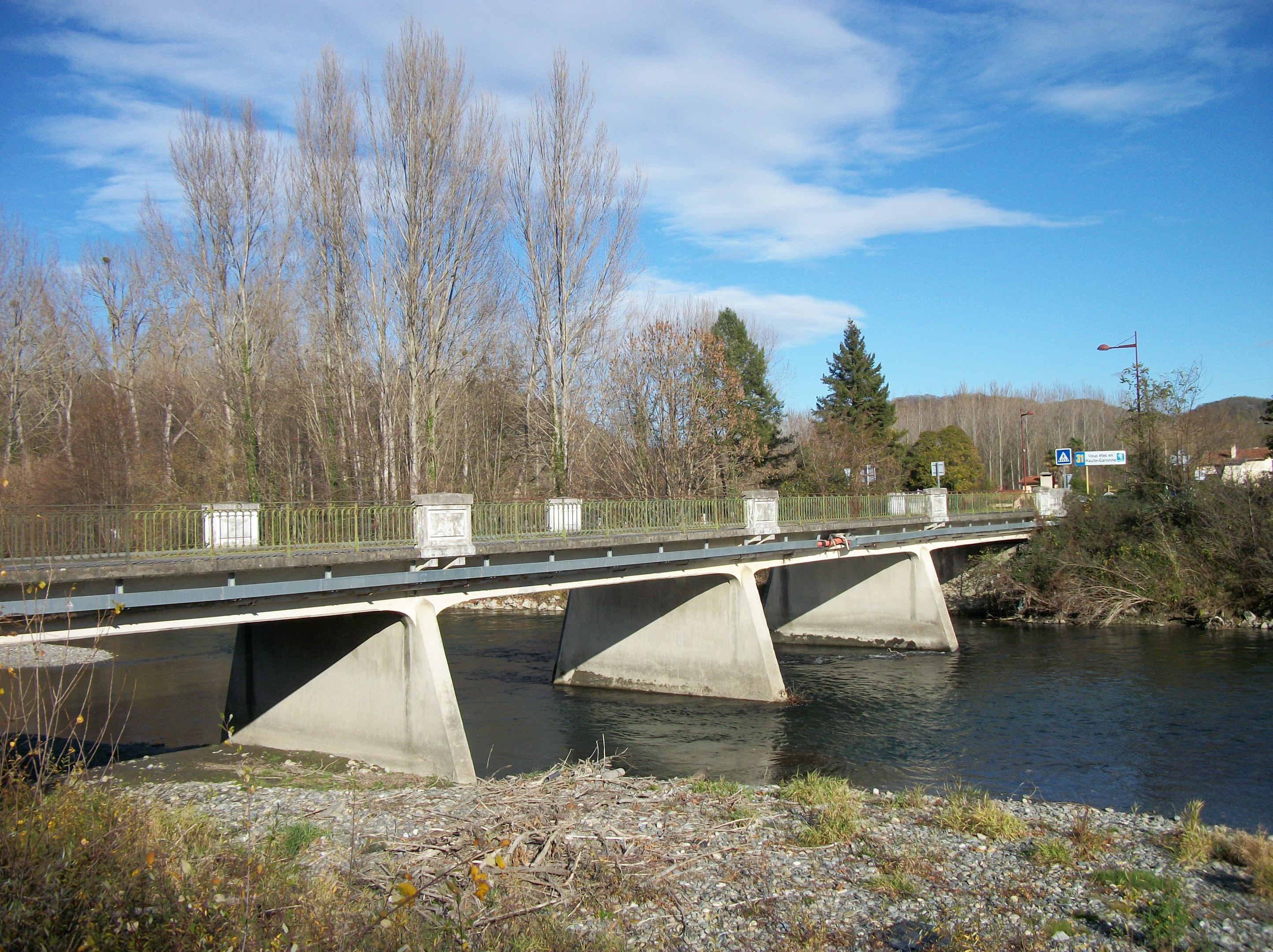
Construit en 1933, le pont sur la Garonne permet de rejoindre via un rond-point Barbazan et la route nationale 125

Cette commune est desservie par les routes départementales D 122, D 825 et D 925 et par la voie ferrée de la ligne Montréjeau - Luchon (gare de Loures - Barbazan).

Vues des installations de la ligne de Montréjeau - Gourdan-Polignan à Luchon.
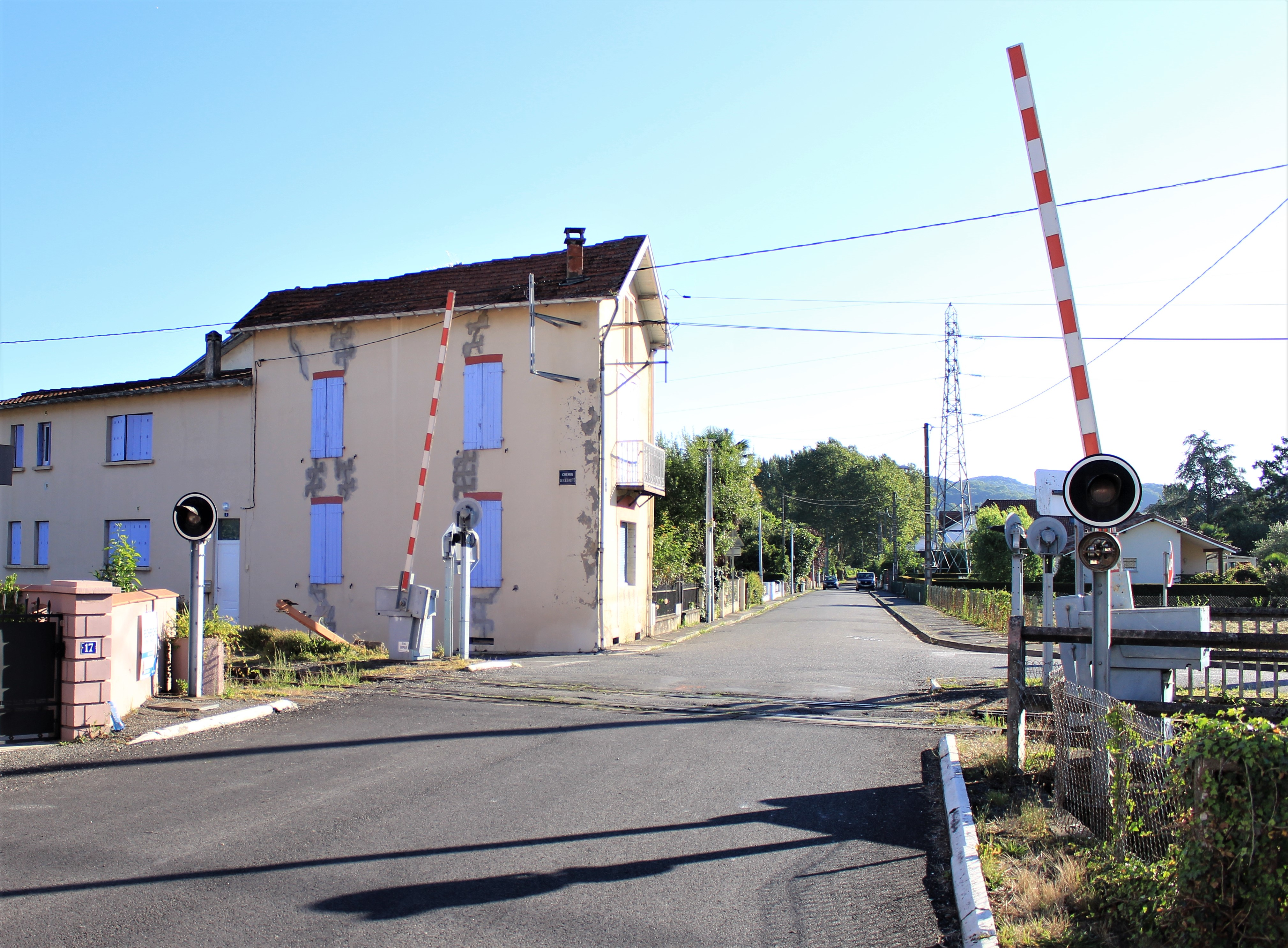
PN 6.
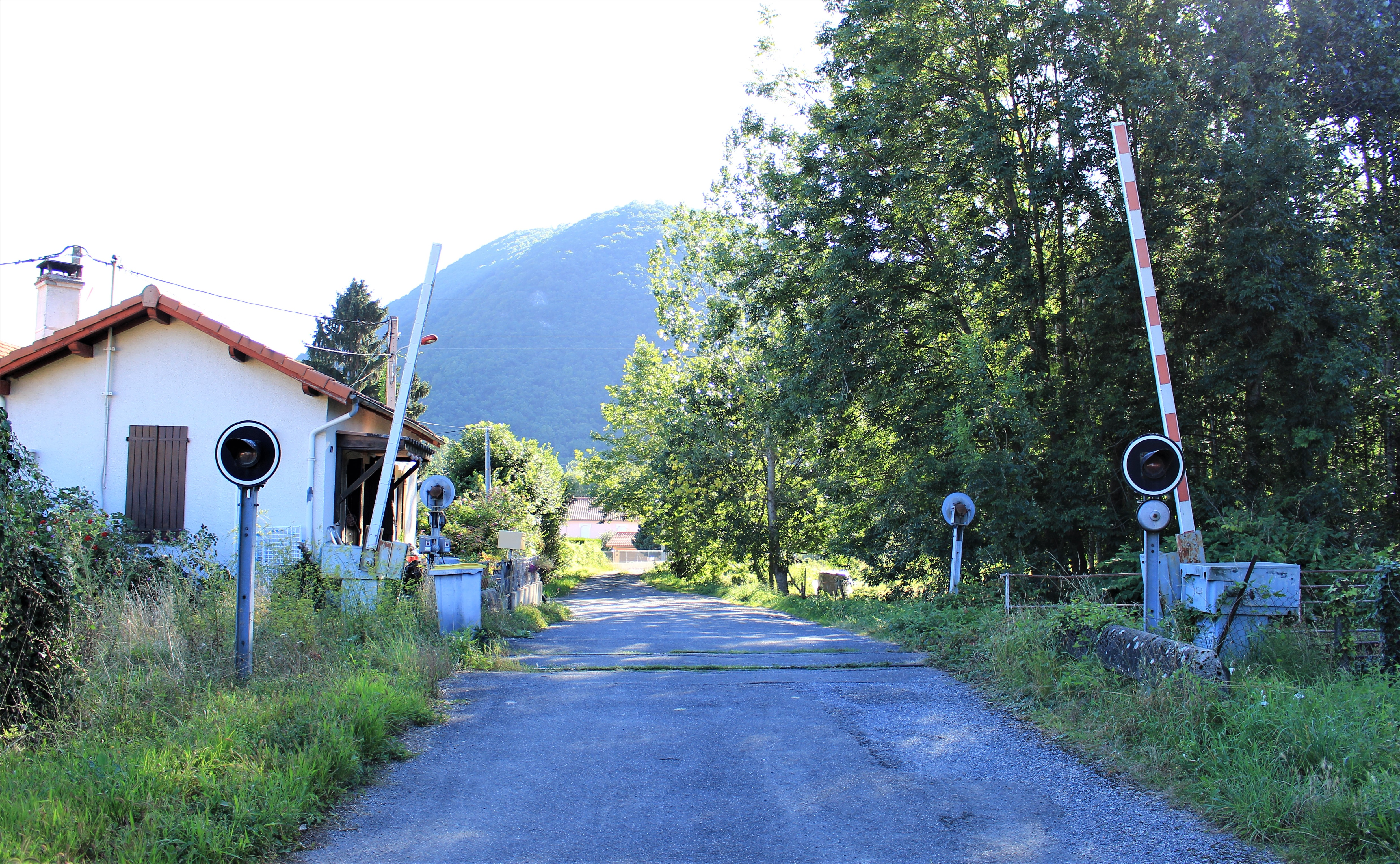
PN 8.
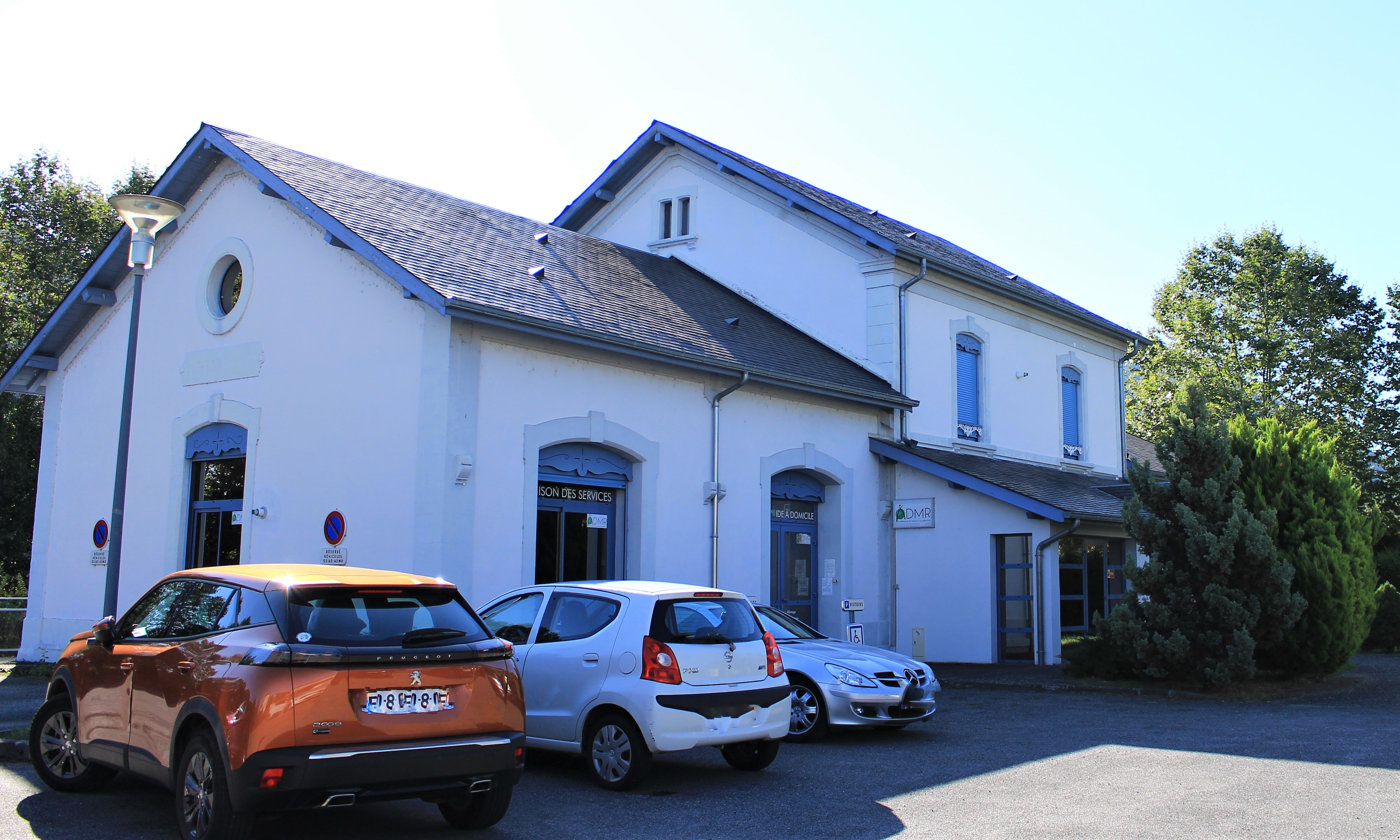
Ancienne gare de Loures-Barousse.

### Risques majeurs
Le territoire de la commune de Loures-Barousse est vulnérable à différents aléas naturels : météorologiques (tempête, orage, neige, grand froid, canicule ou sécheresse), inondations, feux de forêts, mouvements de terrains et séisme (sismicité modérée). Il est également exposé à un risque technologique, le transport de matières dangereuses. Un site publié par le BRGM permet d'évaluer simplement et rapidement les risques d'un bien localisé soit par son adresse soit par le numéro de sa parcelle.

#### Risques naturels
Certaines parties du territoire communal sont susceptibles d’être affectées par le risque d’inondation par débordement de cours d'eau, notamment la Garonne et l'Ourse. La cartographie des zones inondables en ex-Midi-Pyrénées réalisée dans le cadre du XIe Contrat de plan État-région, visant à informer les citoyens et les décideurs sur le risque d’inondation, est accessible sur le site de la DREAL Occitanie. La commune a été reconnue en état de catastrophe naturelle au titre des dommages causés par les inondations et coulées de boue survenues en 1982, 1999, 2009, 2013 et 2022,.
Loures-Barousse est exposée au risque de feu de forêt. Un plan départemental de protection des forêts contre les incendies a été approuvé par arrêté préfectoral le 21 avril 2020 pour la période 2020-2029. Le précédent couvrait la période 2007-2017. L’emploi du feu est régi par deux types de réglementations. D’abord le code forestier et l’arrêté préfectoral du 27 octobre 2014, qui réglementent l’emploi du feu à moins de 200 m des espaces naturels combustibles sur l’ensemble du département. Ensuite celle établie dans le cadre de la lutte contre la pollution de l’air, qui interdit le brûlage des déchets verts des particuliers. L’écobuage est quant à lui réglementé dans le cadre de commissions locales d’écobuage (CLE)

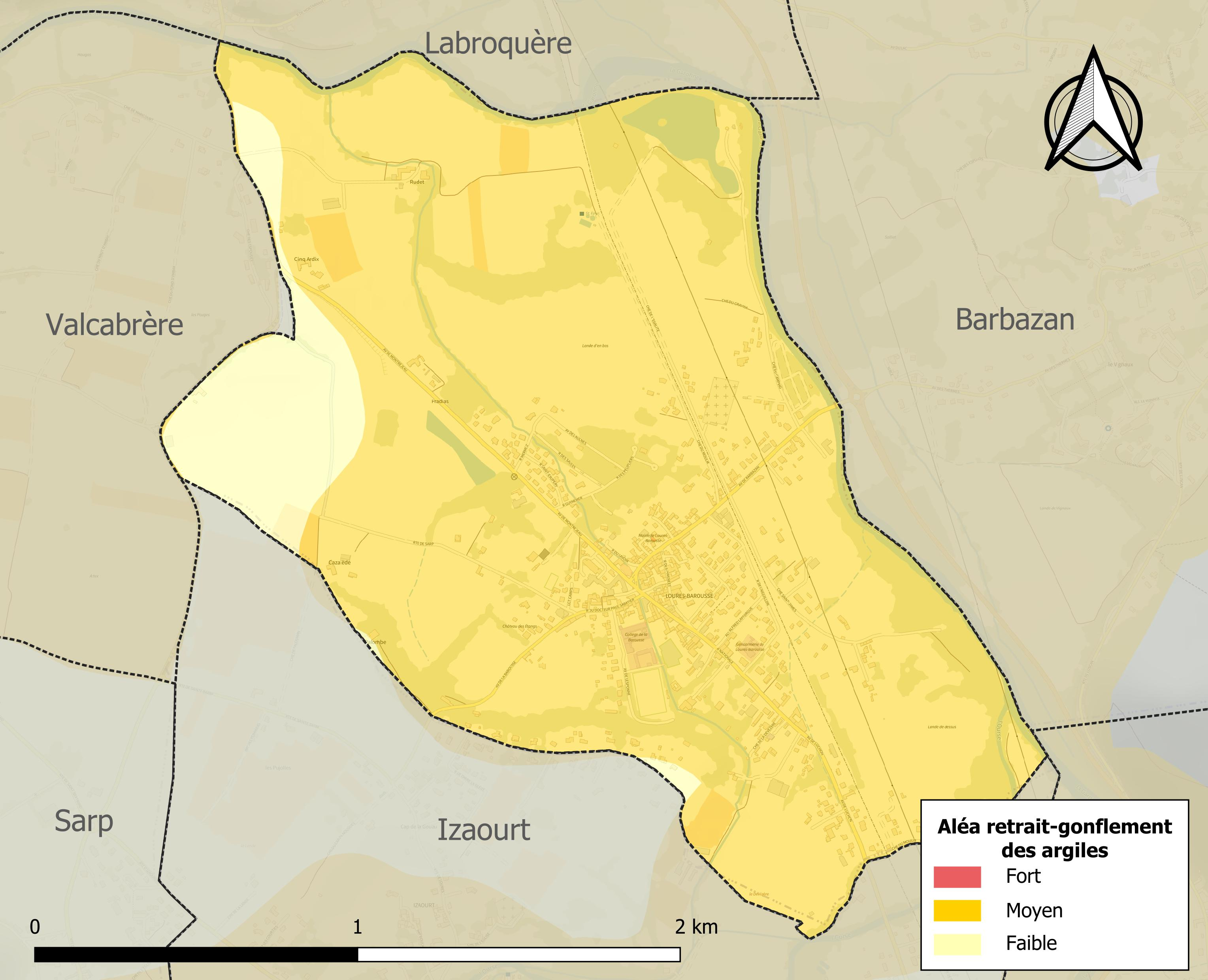
Carte des zones d'aléa retrait-gonflement des sols argileux de Loures-Barousse.

Les mouvements de terrains susceptibles de se produire sur la commune sont des tassements différentiels.
Le retrait-gonflement des sols argileux est susceptible d'engendrer des dommages importants aux bâtiments en cas d’alternance de périodes de sécheresse et de pluie. 91,6 % de la superficie communale est en aléa moyen ou fort (44,5 % au niveau départemental et 48,5 % au niveau national). Sur les 333 bâtiments dénombrés sur la commune en 2019, 331 sont en aléa moyen ou fort, soit 99 %, à comparer aux 75 % au niveau départemental et 54 % au niveau national. Une cartographie de l'exposition du territoire national au retrait gonflement des sols argileux est disponible sur le site du BRGM,.
Par ailleurs, afin de mieux appréhender le risque d’affaissement de terrain, l'inventaire national des cavités souterraines permet de localiser celles situées sur la commune.
Concernant les mouvements de terrains, la commune a été reconnue en état de catastrophe naturelle au titre des dommages causés par des mouvements de terrain en 1999 et 2013.

#### Risque technologique
Le risque de transport de matières dangereuses sur la commune est lié à sa traversée par une ligne de chemin de fer et une canalisation de transport d'hydrocarbures. Un accident se produisant sur de telles infrastructures est susceptible d’avoir des effets graves sur les biens, les personnes ou l'environnement, selon la nature du matériau transporté. Des dispositions d’urbanisme peuvent être préconisées en conséquence.

## Toponymie

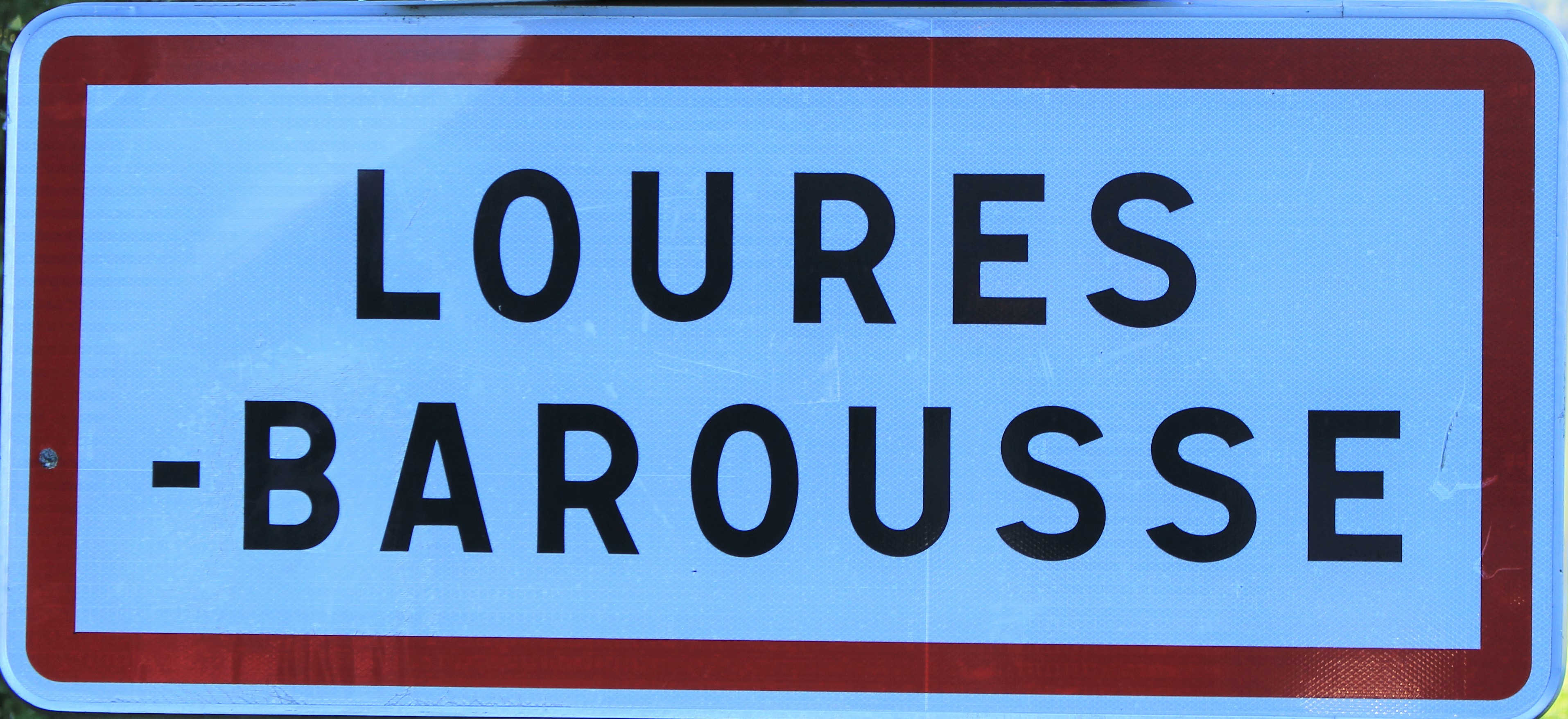
PAnneau indicateur.

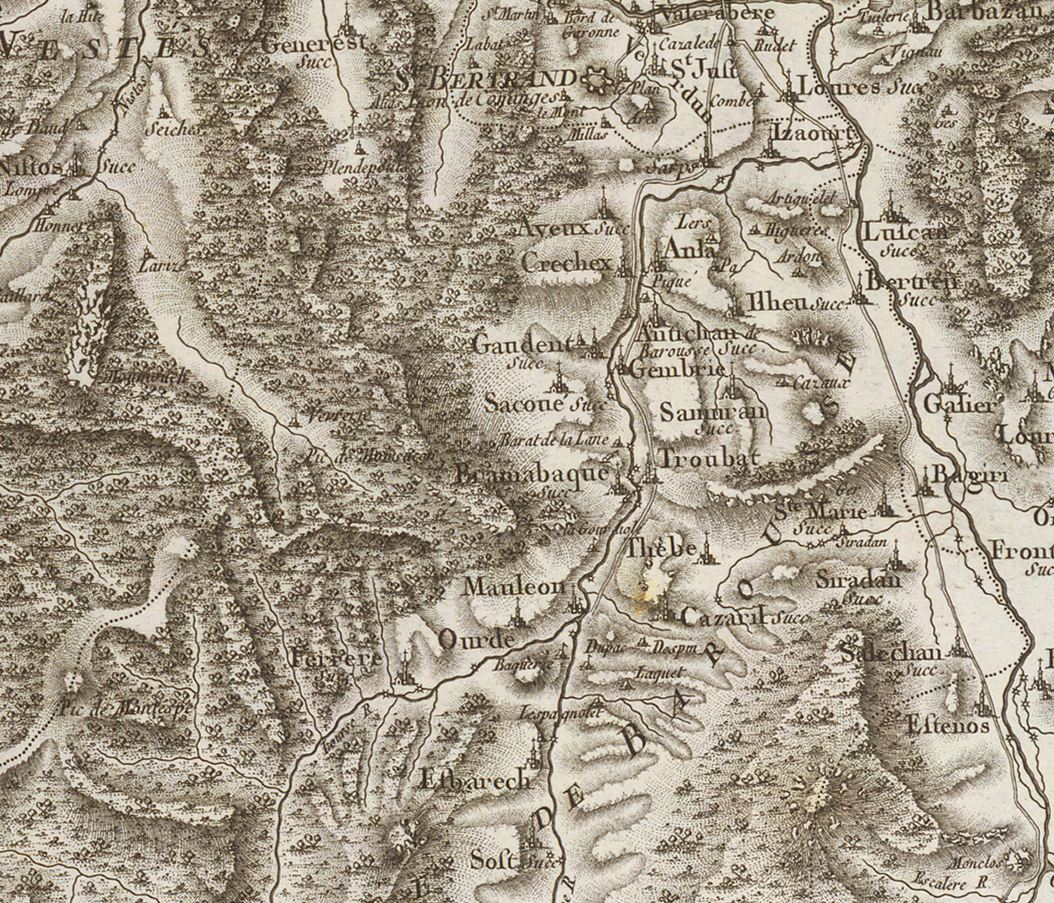
Extrait de la carte de Cassini (entre 1756 et 1789) situant Loures-Barousse au nord de Mauléon-Barousse

L'origine la plus probable de Loures provient du terme proto-basque Lur (terre), apparenté à elur "neige" . (Le terme "Barousse" est basé sur la racine basque ibar qui signifie « vallée » et d’une variante fermée du suffixe toponymique -oç).
Le Dictionnaire toponymique des communes des Hautes Pyrénées de Michel Grosclaude et Jean-François Le Nail rapporte les dénominations historiques du village :
Dénominations historiques :
- Lora/Lura, XVe s. (donné par Nègre T.G.F. sans réf.) ;
- Loures, (fin XVIIIe siècle, carte de Cassini) ;
- Loures prend le nom de Loures-Barousse en 1883.

Nom occitan : Loras.

## Histoire

### Cadastre napoléonien de Loures-Barousse
Le plan cadastral napoléonien de Loures-Barousse est consultable sur le site des archives départementales des Hautes-Pyrénées.

## Politique et administration

### Liste des maires
| Période                                  | Période   | Identité          | Étiquette | Qualité               |
| ---------------------------------------- | --------- | ----------------- | --------- | --------------------- |
| Les données manquantes sont à compléter. |           |                   |           |                       |
|                                          |           |                   |           |                       |
| avant 1988                               | ?         | Joseph Martinez   | PS        |                       |
| mars 2001                                | mars 2008 | Jean Michel Palao |           | Attaché de préfecture |
| mars 2008                                | juin 2020 | Gilbert Julia     |           | Pharmacien            |
| juin 2020                                | En cours  | Jean Michel Palao |           | Retraité              |

### Historique administratif
Sénéchaussée d'Auch, pays des Quatre-Vallées, Vallée de la Barousse, canton de  Barousse (1801-2014). Quoique placée dans les Hautes-Pyrénées dès le premier découpage de 1790, Loures hésite au cours de l'année entre ce département et celui de la Haute-Garonne, Loures prend le nom de Loures-Barousse en 1883.

### Intercommunalité
Loures-Barousse appartient à la communauté de communes Neste Barousse créée en janvier 2017 et qui réunit 43 communes.

### Services publics
La commune de Loures-Barousse dispose d'une agence postale.

## Population et société

### Démographie

#### Évolution démographique
| 1793 | 1800 | 1806 | 1821 | 1831 | 1836 | 1841 | 1846 | 1851 |
| ---- | ---- | ---- | ---- | ---- | ---- | ---- | ---- | ---- |
| 354  | 408  | 360  | 410  | 422  | 487  | 447  | 451  | 501  |

| 1856 | 1861 | 1866 | 1872 | 1876 | 1881 | 1886 | 1891 | 1896 |
| ---- | ---- | ---- | ---- | ---- | ---- | ---- | ---- | ---- |
| 461  | 435  | 428  | 413  | 428  | 434  | 444  | 411  | 515  |

| 1901 | 1906 | 1911 | 1921 | 1926 | 1931 | 1936 | 1946 | 1954 |
| ---- | ---- | ---- | ---- | ---- | ---- | ---- | ---- | ---- |
| 514  | 525  | 534  | 520  | 561  | 598  | 590  | 675  | 596  |

| 1962 | 1968 | 1975 | 1982 | 1990 | 1999 | 2006 | 2008 | 2013 |
| ---- | ---- | ---- | ---- | ---- | ---- | ---- | ---- | ---- |
| 674  | 752  | 669  | 586  | 720  | 733  | 730  | 729  | 611  |

| 2018 | 2022 | - | - | - | - | - | - | - |
| ---- | ---- | - | - | - | - | - | - | - |
| 632  | 653  | - | - | - | - | - | - | - |

| selon la population municipale des années : | 1968 | 1975 | 1982 | 1990 | 1999 | 2006 | 2009 | 2013 |
| Rang de la commune dans le département      | 37   | 38   | 57   | 42   | 45   | 45   | 49   | 56   |
| Nombre de communes du département           | 479  | 473  | 473  | 474  | 474  | 474  | 474  | 474  |

La population a atteint un maximum en 1968 avec 752 habitants, à la différence de la plupart des autres communes du canton qui ont connu un pic de population au milieu du XIXe siècle. Après une baisse sensible pendant les années 1980, la population semble se stabiliser au-dessus des 700 habitants.

### Enseignement
La commune dépend de l'académie de Toulouse.
En 2024, Loures-Barousse a :
- une École maternelle et élémentaire[44] ;
- un Collège[45].

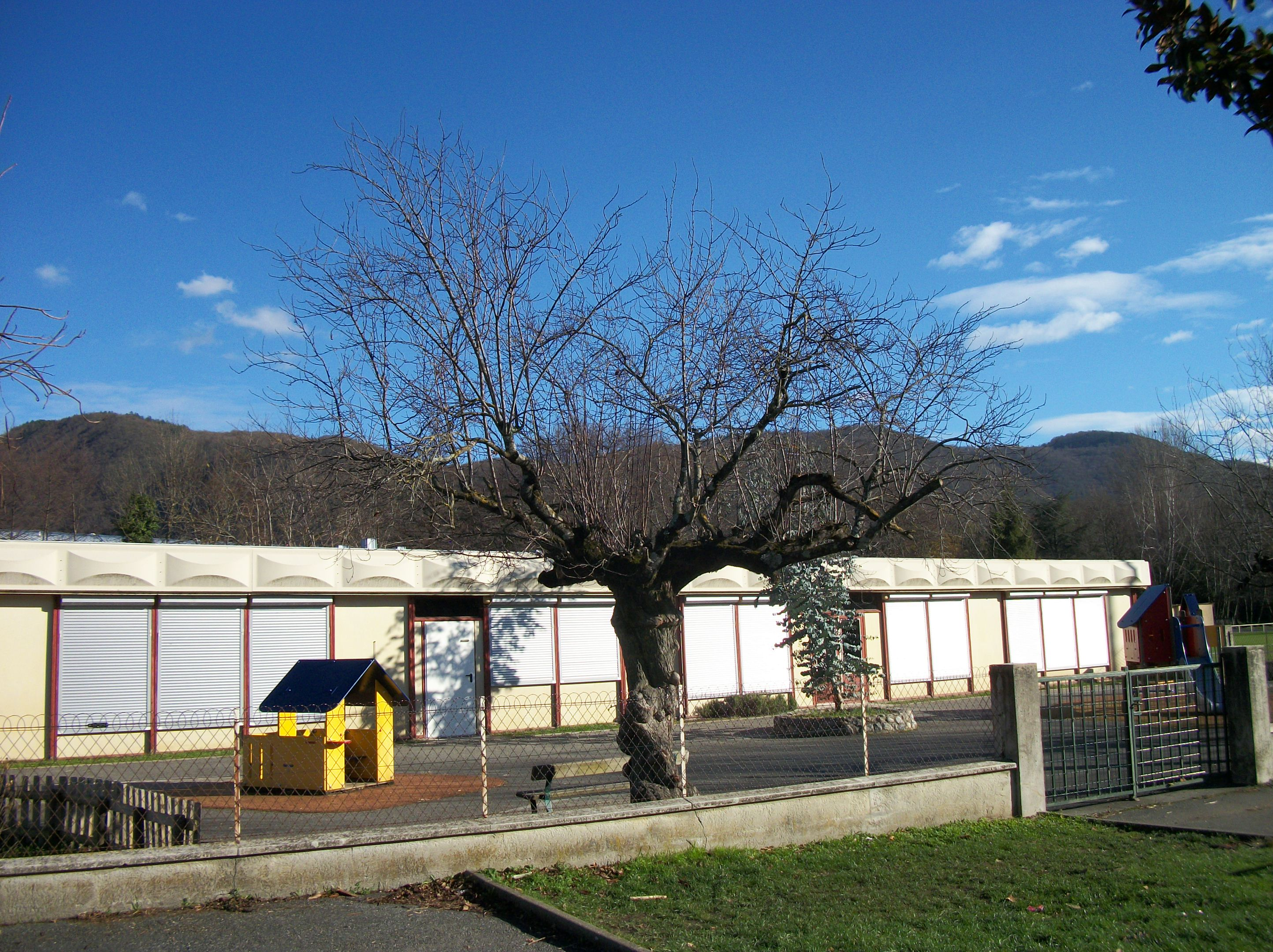
Ancienne école remplacée en 2021 par la nouvelle.
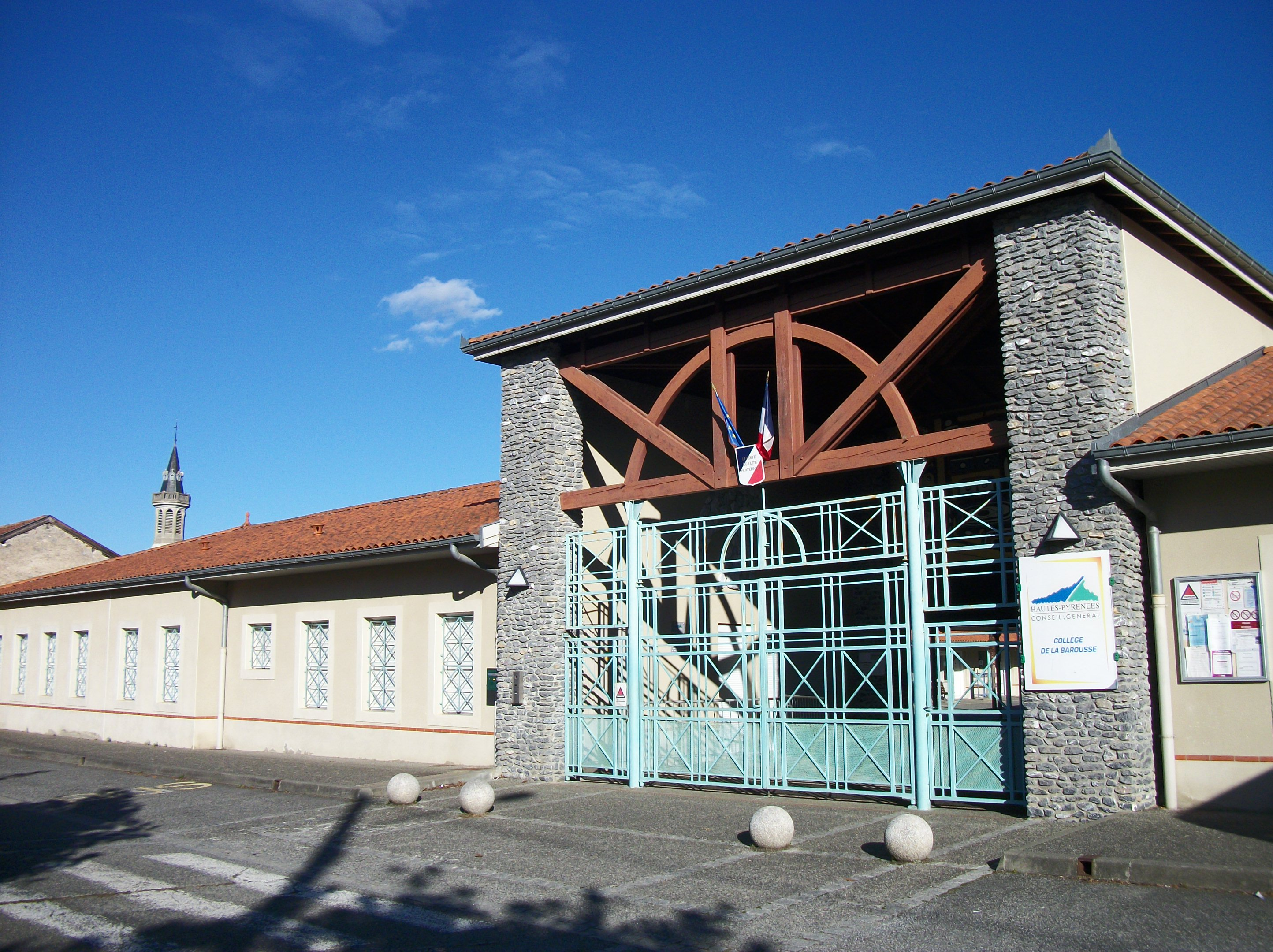
Collège de la Barousse.
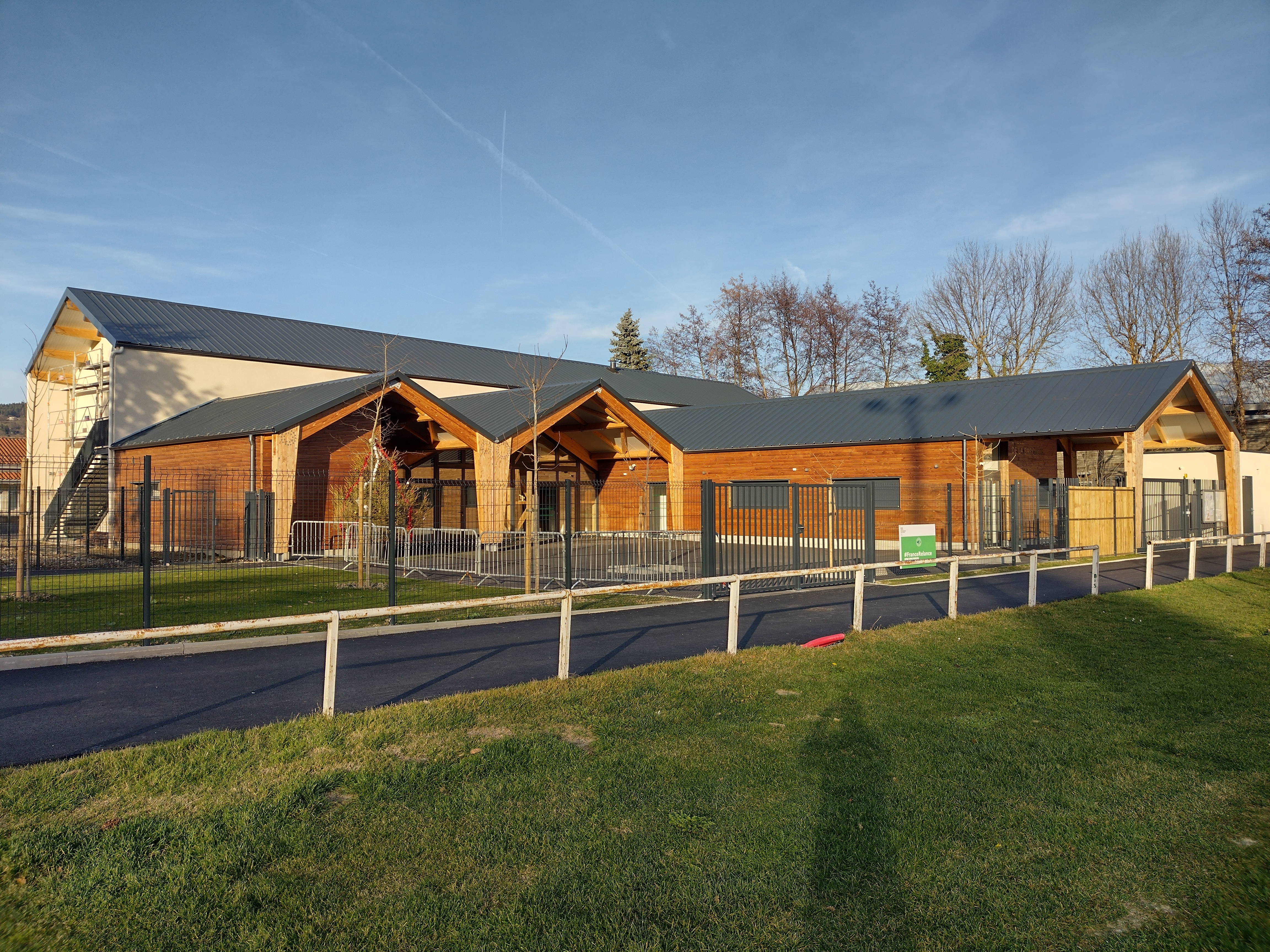
Nouvelle école maternelle et élémentaire.

### Médias
La radio ATOMIC a son siège social dans la commune,.

## Économie

### Revenus
En 2018, la commune compte 308 ménages fiscaux, regroupant 556 personnes. La médiane du revenu disponible par unité de consommation est de 19 410 € (20 420 € dans le département).

### Emploi
|                | 2008  | 2013  | 2018  |
| -------------- | ----- | ----- | ----- |
| Commune        | 9,5 % | 9,9 % | 12 %  |
| Département    | 7,7 % | 9,4 % | 9,8 % |
| France entière | 8,3 % | 10 %  | 10 %  |

En 2018, la population âgée de 15 à 64 ans s'élève à 301 personnes, parmi lesquelles on compte 70,4 % d'actifs (58,5 % ayant un emploi et 12 % de chômeurs) et 29,6 % d'inactifs,. Depuis 2008, le taux de chômage communal (au sens du recensement) des 15-64 ans est supérieur à celui de la France et du département.
La commune est hors attraction des villes,. Elle compte 297 emplois en 2018, contre 338 en 2013 et 336 en 2008. Le nombre d'actifs ayant un emploi résidant dans la commune est de 181, soit un indicateur de concentration d'emploi de 163,9 % et un taux d'activité parmi les 15 ans ou plus de 38,2 %.
Sur ces 181 actifs de 15 ans ou plus ayant un emploi, 55 travaillent dans la commune, soit 30 % des habitants. Pour se rendre au travail, 79 % des habitants utilisent un véhicule personnel ou de fonction à quatre roues, 1,7 % les transports en commun, 16 % s'y rendent en deux-roues, à vélo ou à pied et 3,3 % n'ont pas besoin de transport (travail au domicile).

### Activités
L'ancienne gare SNCF a été réhabilitée en Maison des services à la personne de l'ADMR.
Le bureau de poste avec banque postale est toujours ouvert en 2024.

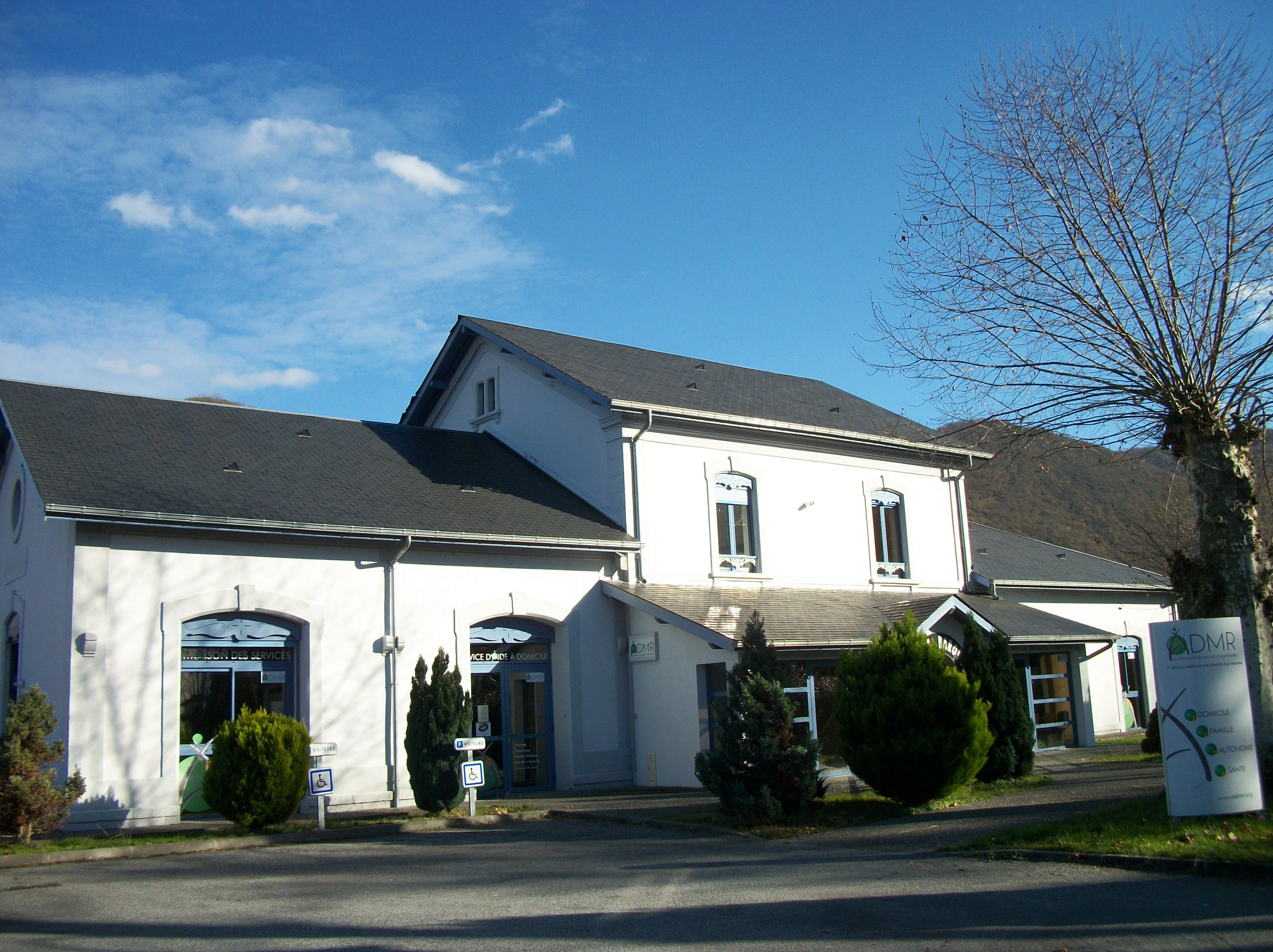
L'ancienne gare SNCF a été réhabilitée en maison des services à la personne l'ADMR.
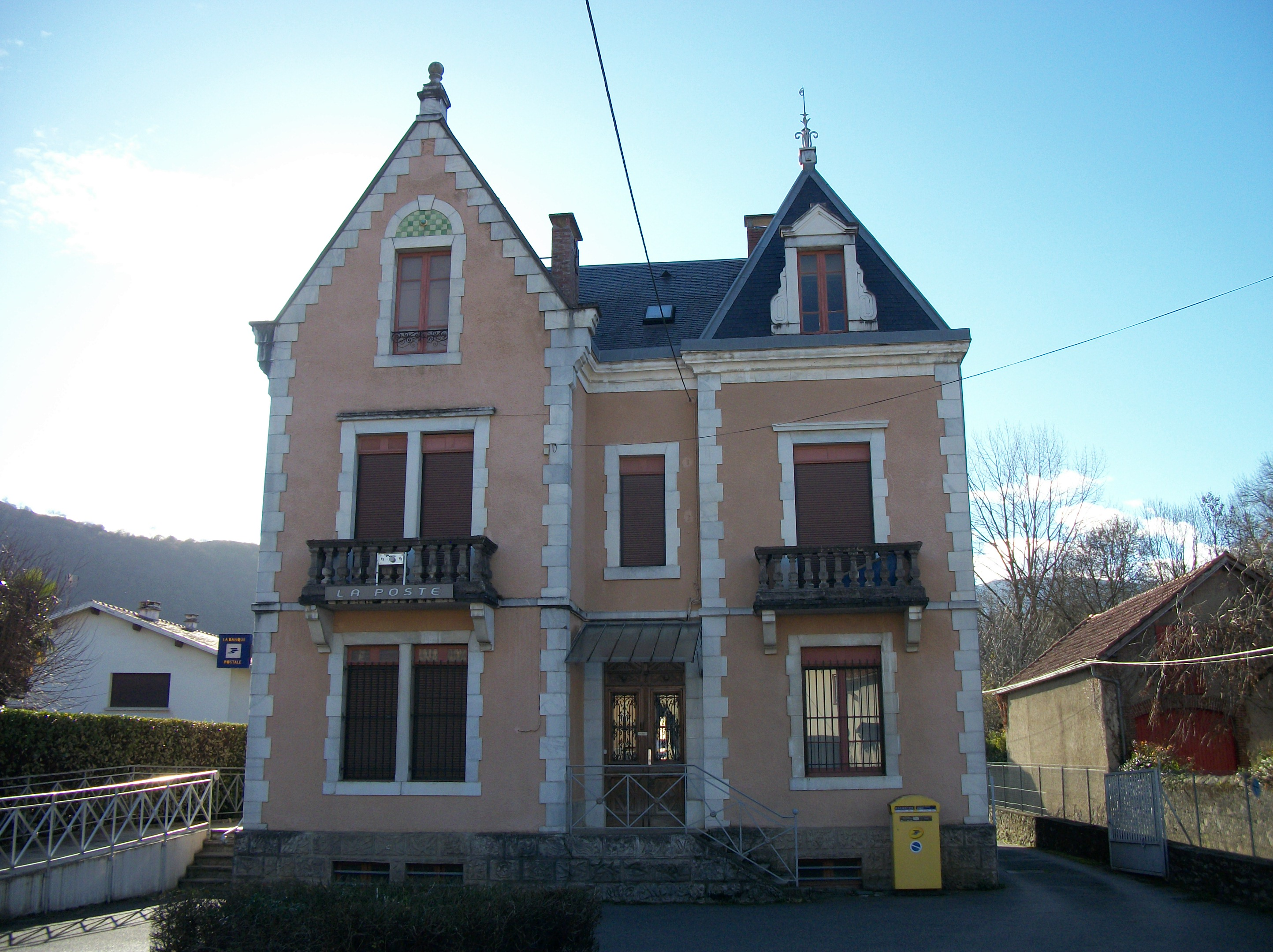
Bureau de poste et banque postale.

## Santé
La maison de santé pluridisciplinaire inaugurée en 2014 accueille deux médecins généralistes, un ostéopathe, un psychologue, deux infirmiers, un pédicure/podologue et un masseur/kinésithérapeute.

## Culture locale et patrimoine

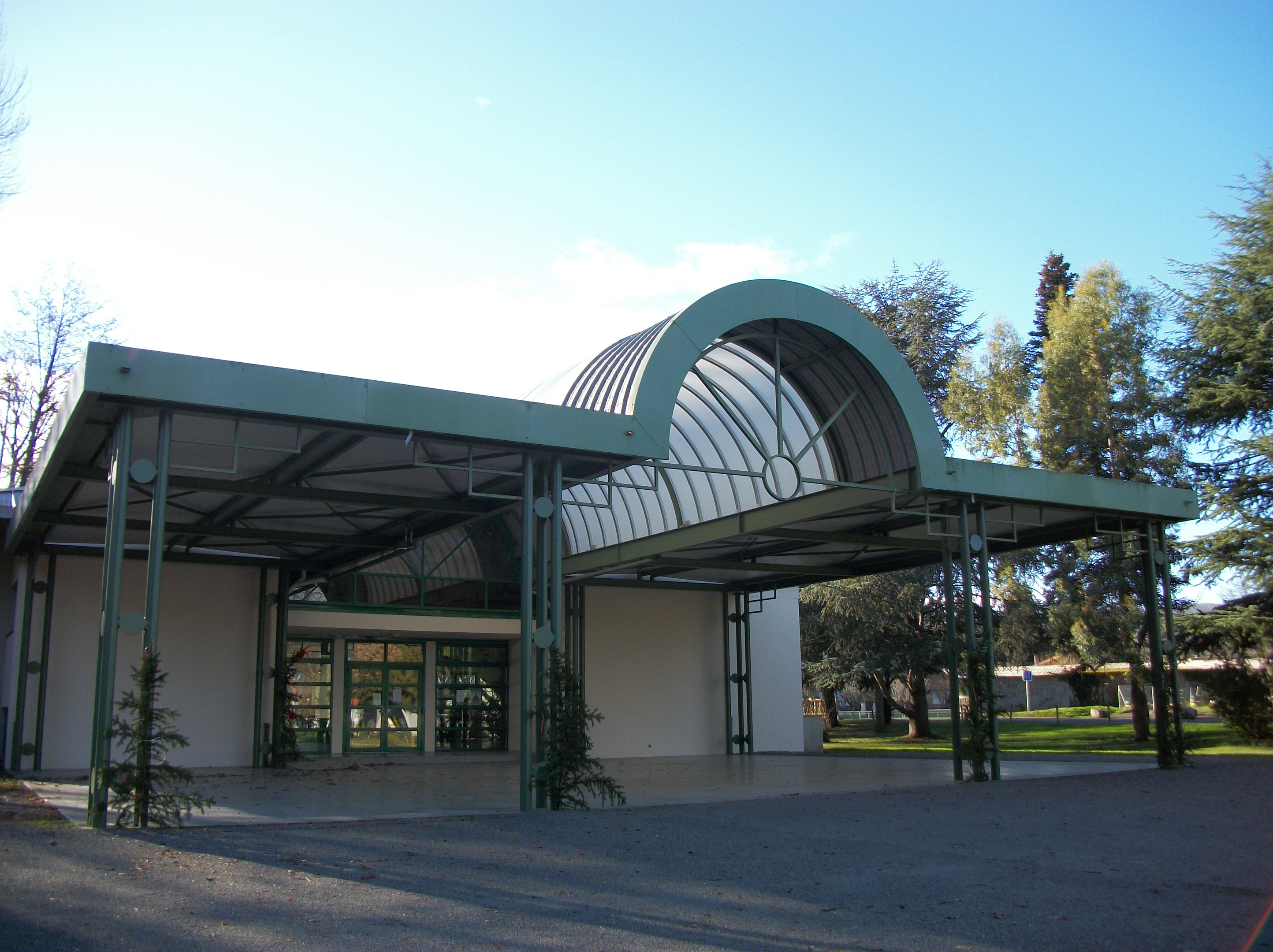
Salle des fêtes.
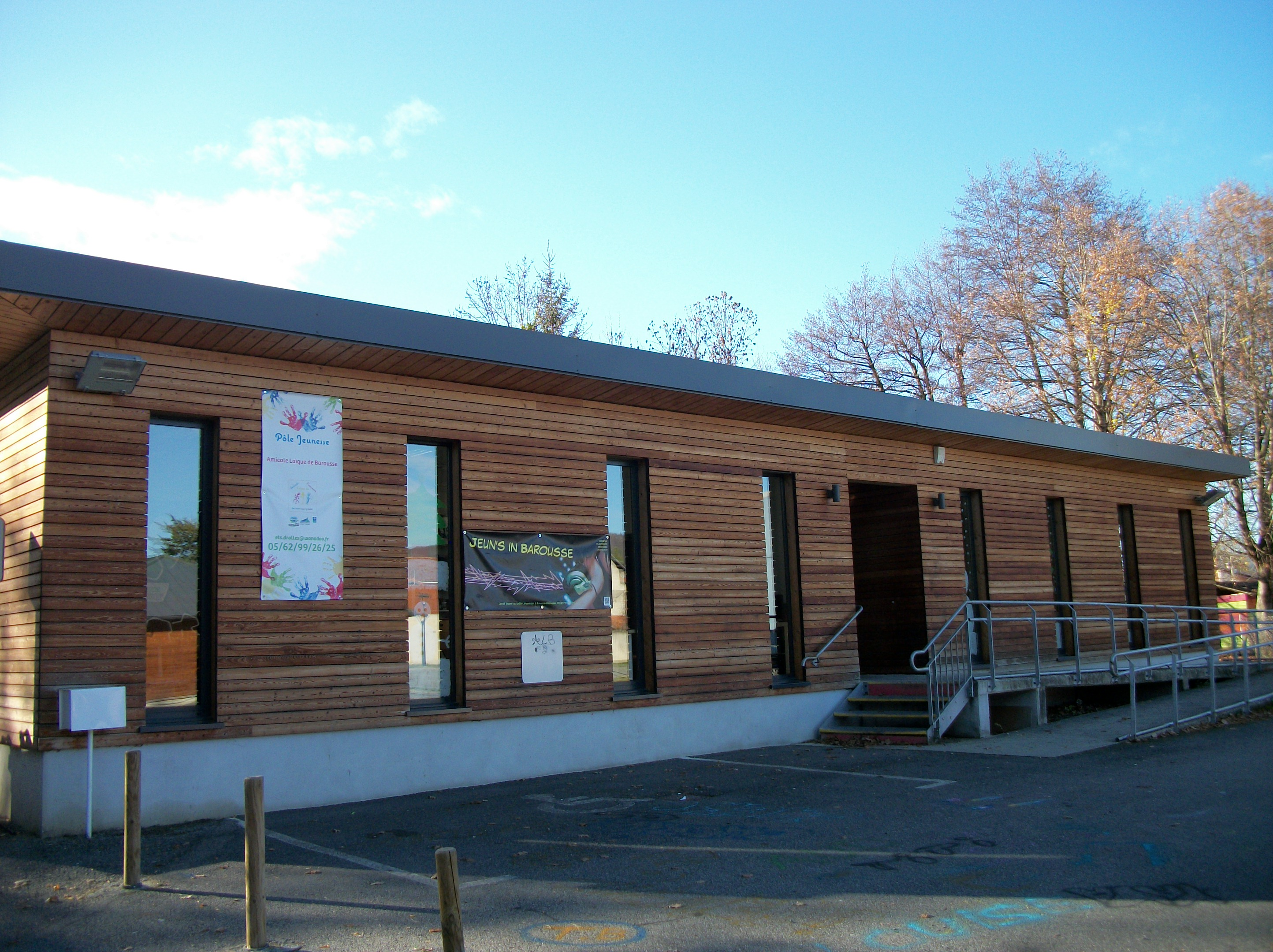
Pôle jeunesse, Amicale Laïque de la Barousse.
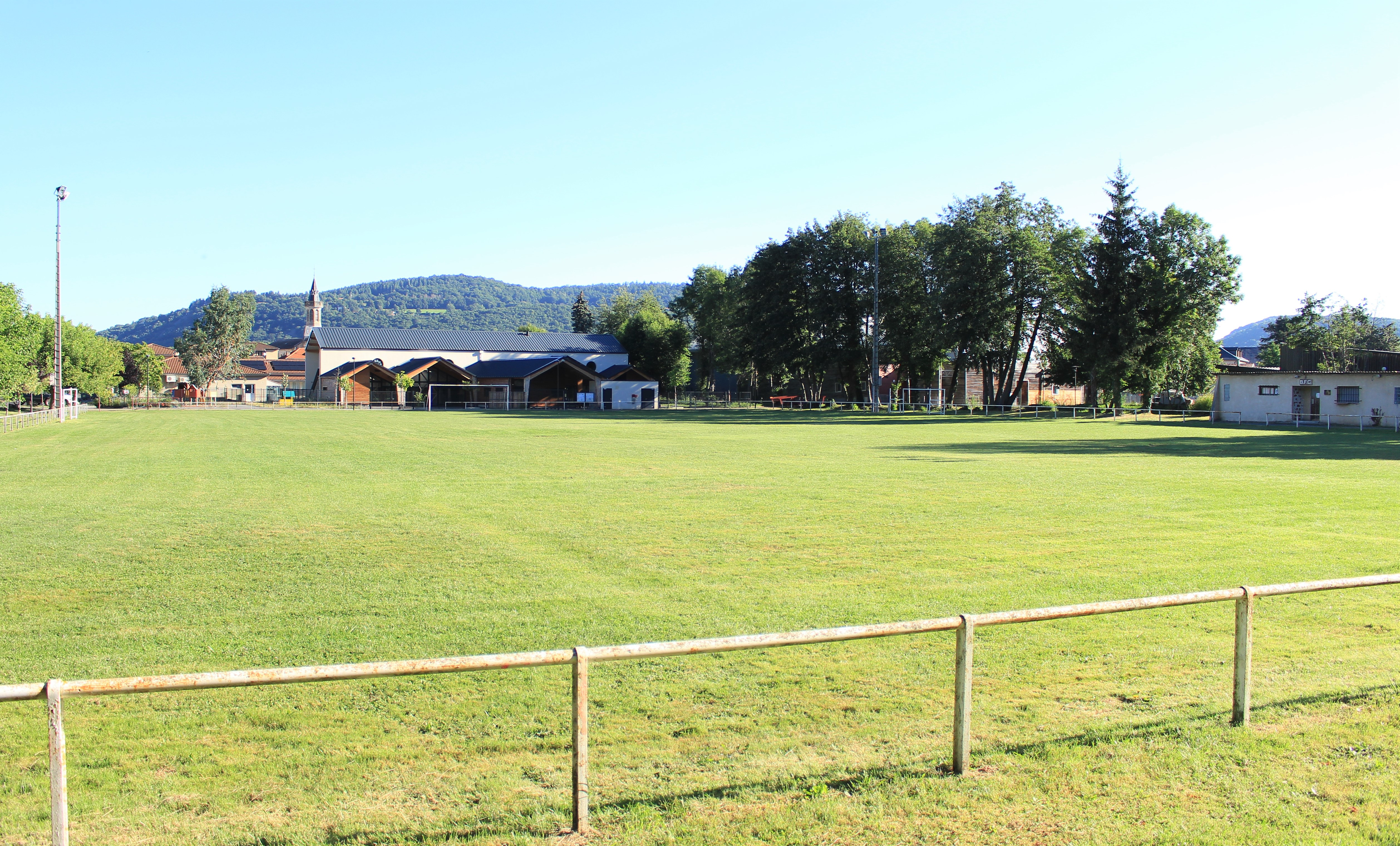
Le stade de football.

### Lieux et monuments
- Église Saint-Roch.
- Oratoire Saint-Roch.
- Lavoir.
- Le Monument aux morts municipal œuvre de Etienne Camus.

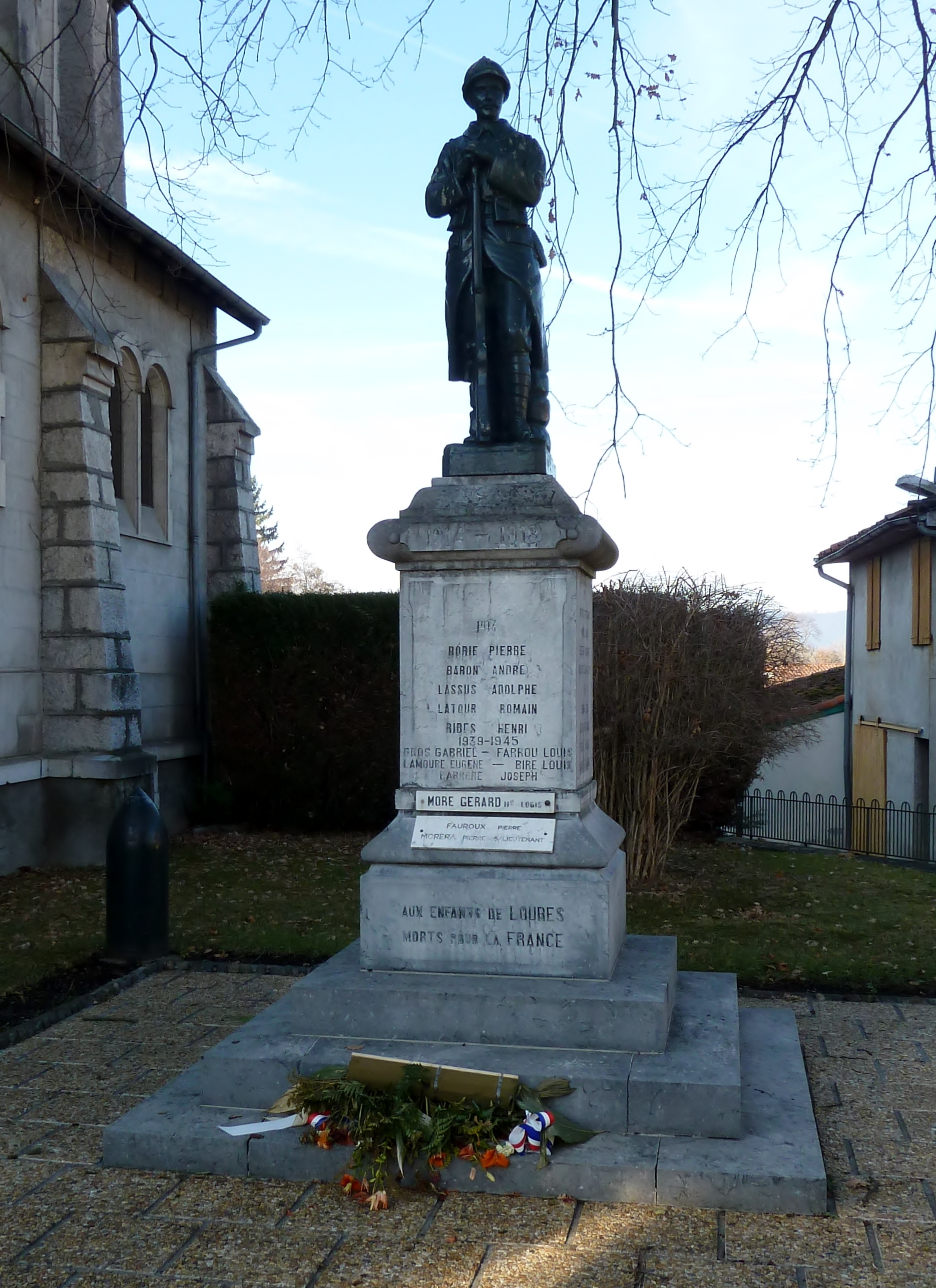
Monument aux morts.
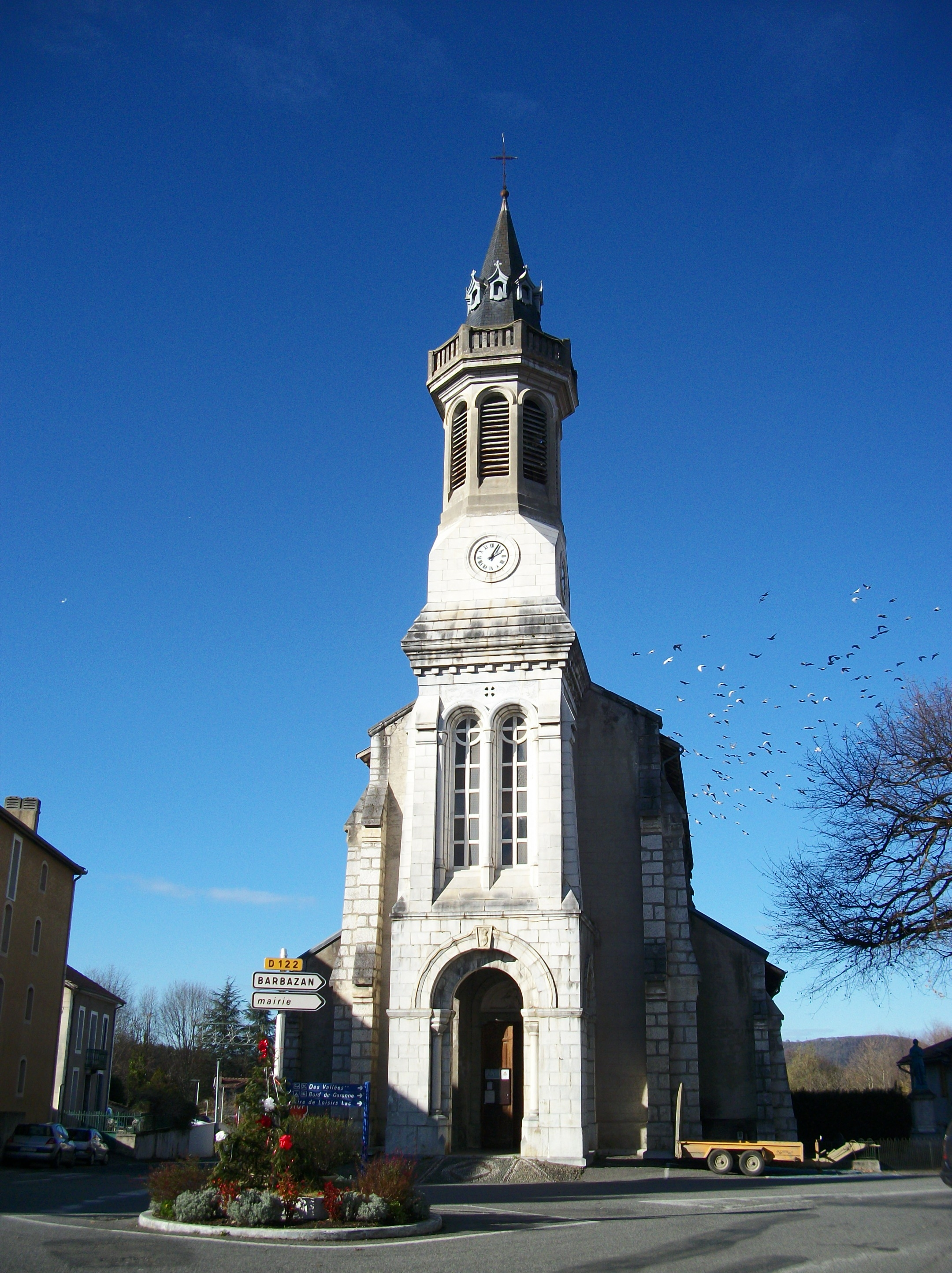
Église Saint-Roch de Loures-Barousse.
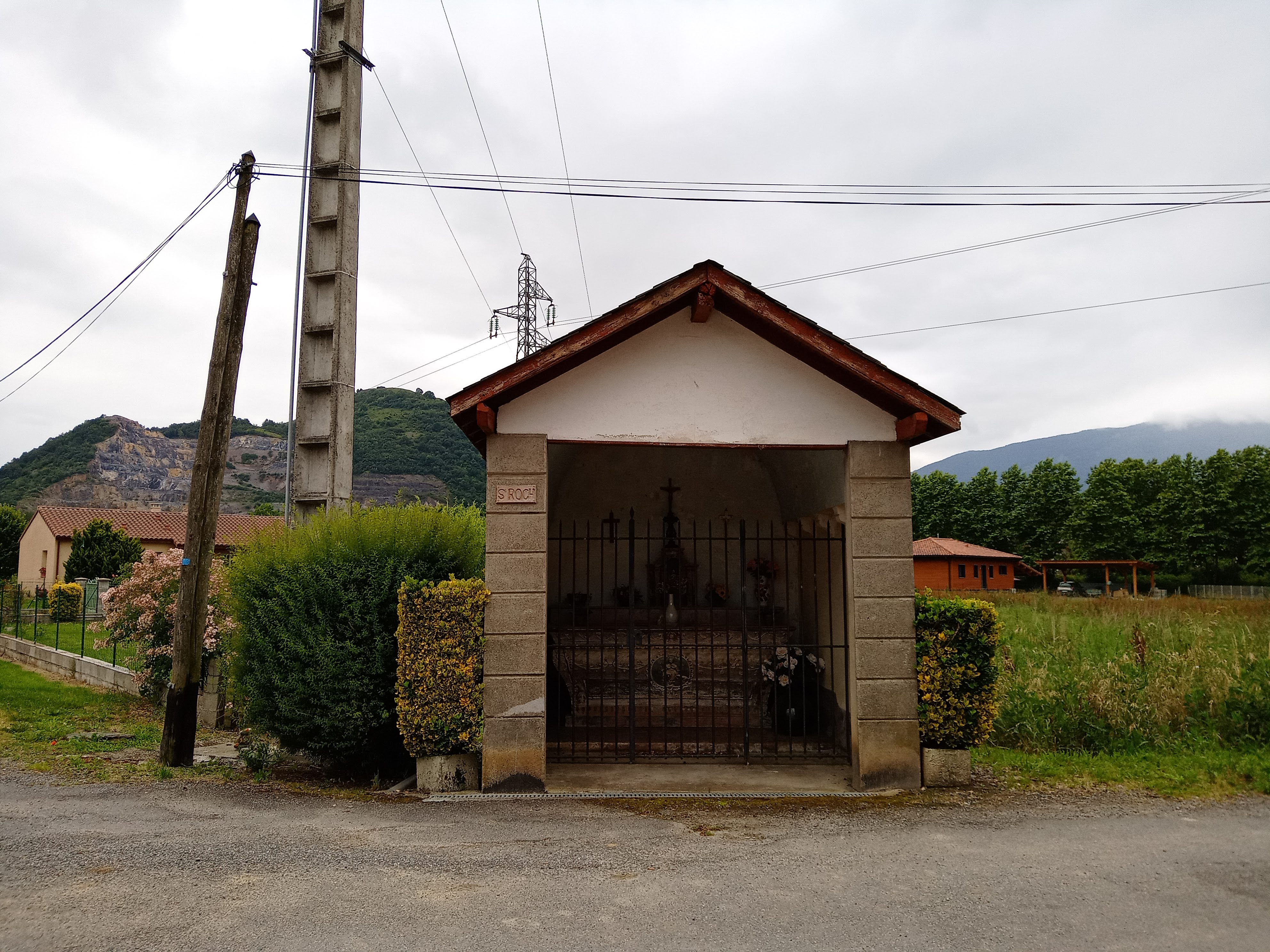
L'oratoire Saint-Roch.
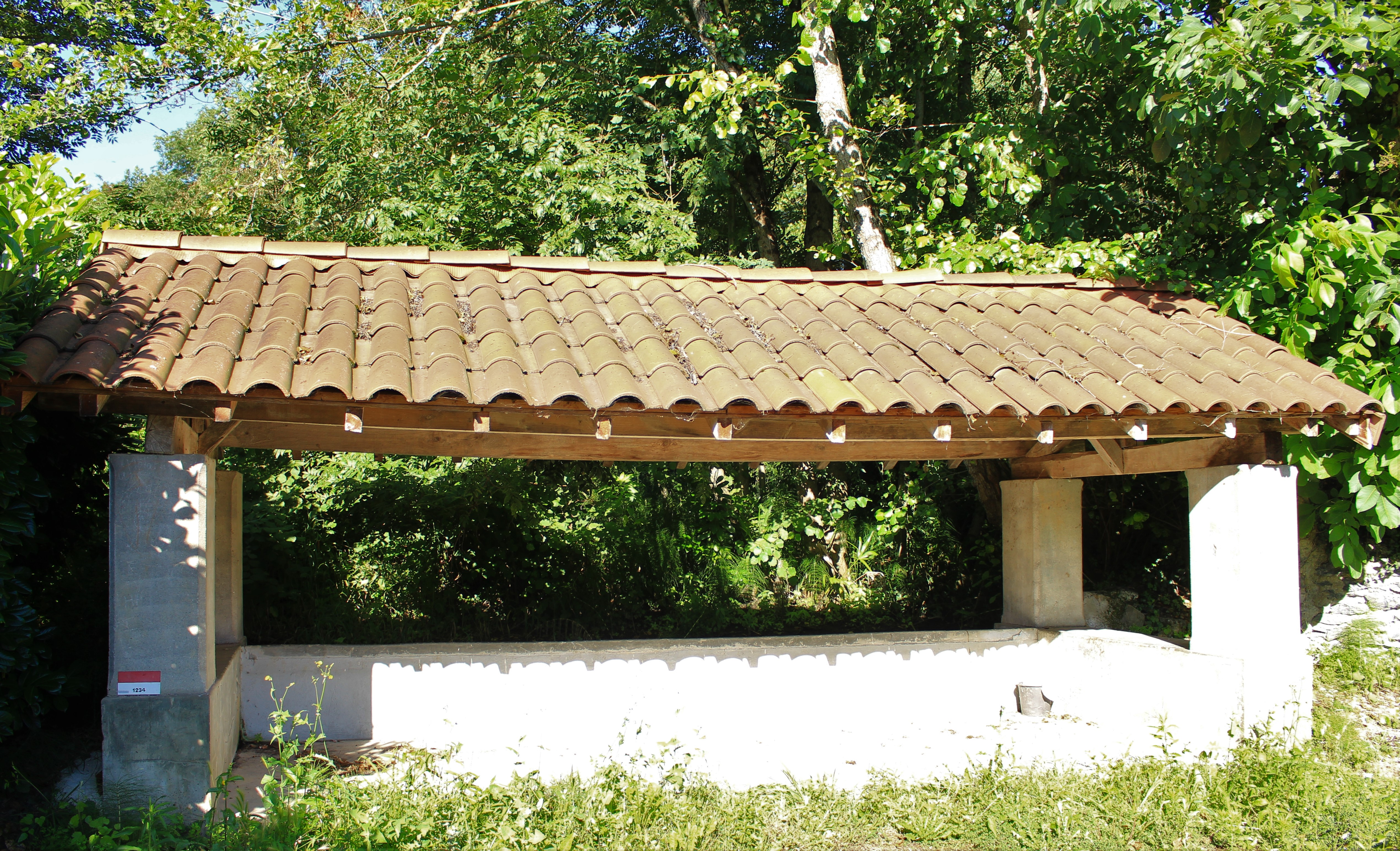
Le lavoir.

### Personnalités liées à la commune
- André Paul (1933), historien, théologien et exégète, né à Loures
- Julien Marchand, joueur de rugby à XV au Stade toulousain, né à Loures-Barousse le 10 mai 1995 (30 ans).

### Héraldique
| Blason | Blasonnement : D'or au mont de sinople sommé d'un panier de fleurs au naturel, au chef soudé d'argent chargé d'un ours passant de sable accosté de deux pâquerettes au naturel. |